# Sorin-Constantin Diaconescu
Sorin-Constantin Diaconescu (n. 21 mai 1963) este un fost deputat român în legislatura 1992-1996, ales în județul Dâmbovița pe listele PDSR. Din noiembrie 1995, Sorin-Constantin Diaconescu a fost deputat neafiliat. A publicat două romane, ambele la editura Coresi din București : "Șapte zile, două suflete, o viață" (2016) și "Dansează, nu te opri" (2018) 